# Morlaye Soumah
Morlaye Soumah (Conacri, 4 de novembro de 1971) é um ex-futebolista profissional guineense que atuava como defensor.

## Carreira
Morlaye Soumah representou o elenco da Seleção Guineense de Futebol no Campeonato Africano das Nações de 2004.

## Ligaçães externas
- Morlaye Soumah em National-Football-Teams.com